# Christian Ferdinand Friedrich Hochstetter
Christian Ferdinand Friedrich Hochstetter (* 16. Februar 1787 in Stuttgart; † 20. Februar 1860 in Reutlingen) war ein deutscher Botaniker, Stadtpfarrer und Professor am Lehrerseminar in Esslingen am Neckar. Sein offizielles botanisches Autorenkürzel lautet „Hochst.“

## Leben
Hochstetter war der Sohn von Johann Heinrich Hochstetter, der Professor der Jurisprudenz an der Hohen Karlsschule in Stuttgart war. Seine Mutter war Christiana Johanna Magdalena Hochstetter geborene Schlegel, Tochter des Rektors des Heilbronner Gymnasiums.
Hochstetter besuchte das Gymnasium in Stuttgart und das theologische Stift in Tübingen. 1807 erhielt er den Magister.
Während seiner Studienzeit in Tübingen war Hochstetter Mitglied in der von Karl Ludwig Reichenbach am 12. Februar 1806 in Tübingen gegründeten Geheimgesellschaft zur Errichtung einer Kolonie auf Tahiti (Otaheiti) in der Südsee (Otaheiti-Gesellschaft). Ende 1808 wurde die Gesellschaft entdeckt und die meisten ihrer Mitglieder wegen des Verdachts auf Hochverrat verhaftet. Hochstetter wurde als Mitläufer eingestuft und kam nach 70 Tagen Haft im Schloss gegen Zahlung der Gefängniskosten wieder frei.
Später war er für sechs Monate Lehrer an einer Privatanstalt in Erlangen, dann vier Jahre Hauslehrer im Hause des Ministers von Altenstein. 1816 war er Pfarrer und Schulinspektor der evangelischen Gemeinde in Brünn (Mähren), auch Senior des Brünner Bezirks. 1824 war Hochstetter Professor am Schullehrerseminar in Esslingen, 1825 zugleich Diakon und 1829 Pfarrer in Esslingen. Hochstetter veröffentlichte zahlreiche Schriften zur Naturgeschichte, Botanik und Mineralogie, aber auch zur Theologie und Pädagogik. Im Jahr 1840 wurde er zum Mitglied der Leopoldina gewählt.
Sein Sohn aus der vierten Ehe mit Sofie Friederike Orth (* 1795 in Heilbronn; † 1861), Christian Ferdinand von Hochstetter (* 1829 in Esslingen am Neckar; † 1884 in Wien), war ein Geograph, Geologe, Naturforscher und Entdecker. Weitere Söhne waren der Botaniker Wilhelm Christian Hochstetter und der Chemiker, Unternehmer und Botaniker Carl Christian Hochstetter.

## Württembergischer Naturhistorischer Reiseverein
Der Württembergische Naturhistorische Reiseverein (Unio itineraria) war eine Aktiengesellschaft zur Durchführung naturkundlicher Sammelreisen. Die Gründer und Hauptakteure des Reisevereins waren Christian Ferdinand Hochstetter und der Esslinger Oberamtsarzt Ernst Gottlieb Steudel. Der Reiseverein bestand zwischen den Jahren 1825 und etwa 1845. Diese Aktiengesellschaft ermöglichte es, Botaniker und auch Mineralogen in die Welt zu senden, um Pflanzenmaterial (getrocknete Pflanzen oder Sämereien) und im geringeren Umfang auch Mineralien oder zoologisches Material zu sammeln. Diese Sammlungen enthielten oft neue, noch nie beschriebene Objekte. Mit dieser Tätigkeit förderte der Esslinger Reiseverein die naturkundliche Erforschung einer Reihe von Ländern. Eine Wirtschaftlichkeit beabsichtigte man durch den Verkauf von Sammlungen oder Teilen gegen Aktien oder Geld zu erreichen. Die Bestimmung der Objekte erfolgte durch Hochstetter, durch Steudel oder durch Spezialisten. Mit der gleichmäßigen Verteilung hauptsächlich der Herbarpflanzen wurde auch dafür gesorgt, dass für die Erforschung der Flora dieser Länder – besonders für Äthiopien – eine einheitliche Grundlage geschaffen wurde.
Als einer der ersten reiste der Botaniker Franz von Fleischer im Sommer 1825 nach Tyrol. 1826 reiste ein Herr Müller durch das südliche Deutschland, anschließend durch Istrien und zurück. Auch Fleischer ging erneut auf eine Reise zu den ionischen Inseln, Smyrna, Konstantinopel und griechische Küstengegenden. Christian Friedrich Ecklon hatte für den Reiseverein gesammelt. Im Jahresbericht der Schwedischen Academie von 1828 findet sich ein Hinweis auf eine dieser Reisen, die im Jahr 1828 nach Norwegen führte und von Johann Gottlob von Kurr und Johann Wilhelm Peter Hübener durchgeführt wurde. In den Jahren 1829 und 1830 hat Philipp Anton Christoph Endress (1806–1831) botanische Reisen in die Pyrenäen unternommen. Der Naturforscher und Botaniker Wilhelm Schimper ist mehrfach im Auftrage des Reiseverein im nördlichen Teil Afrikas unterwegs gewesen, u. a. in Abessinien.

## Widmungen
Die Pflanzengattung Hochstetteria DC. der Pflanzenfamilie der Korbblütler (Asteraceae) ist nach Hochstetter benannt worden.

## Werke (Auswahl)
- Enumeratio plantarum Germaniae Helvetiaeque indigenarum. 1826 (zusammen mit Ernst Gottlieb von Steudel)
- Naturgeschichte des Pflanzenreiches in Bildern. 1865; dies ist die 2. Auflage des Teiles über das Pflanzenreich aus dem Werk „Lehrbuch der Naturgeschichte“ von Gotthilf Heinrich von Schubert
- Die Giftgewächse Deutschlands und der Schweiz in lithographierten und colorirten Abbildungen mit erläuterndem Text, ed. 1, Stuttgart 1844, ed. 3 1874-1876.
- Zusammen mit Ernst Gottlieb von Steudel: Enumeratio plantarum Germaniae Helvetiaeque indigenarum. 1826.[11]